# Pietro Augusto Cassina
Pietro Augusto Cassina (Torino, 3 febbraio 1913 – Torino, 2 aprile 1999) è stato un pittore italiano.

## Biografia

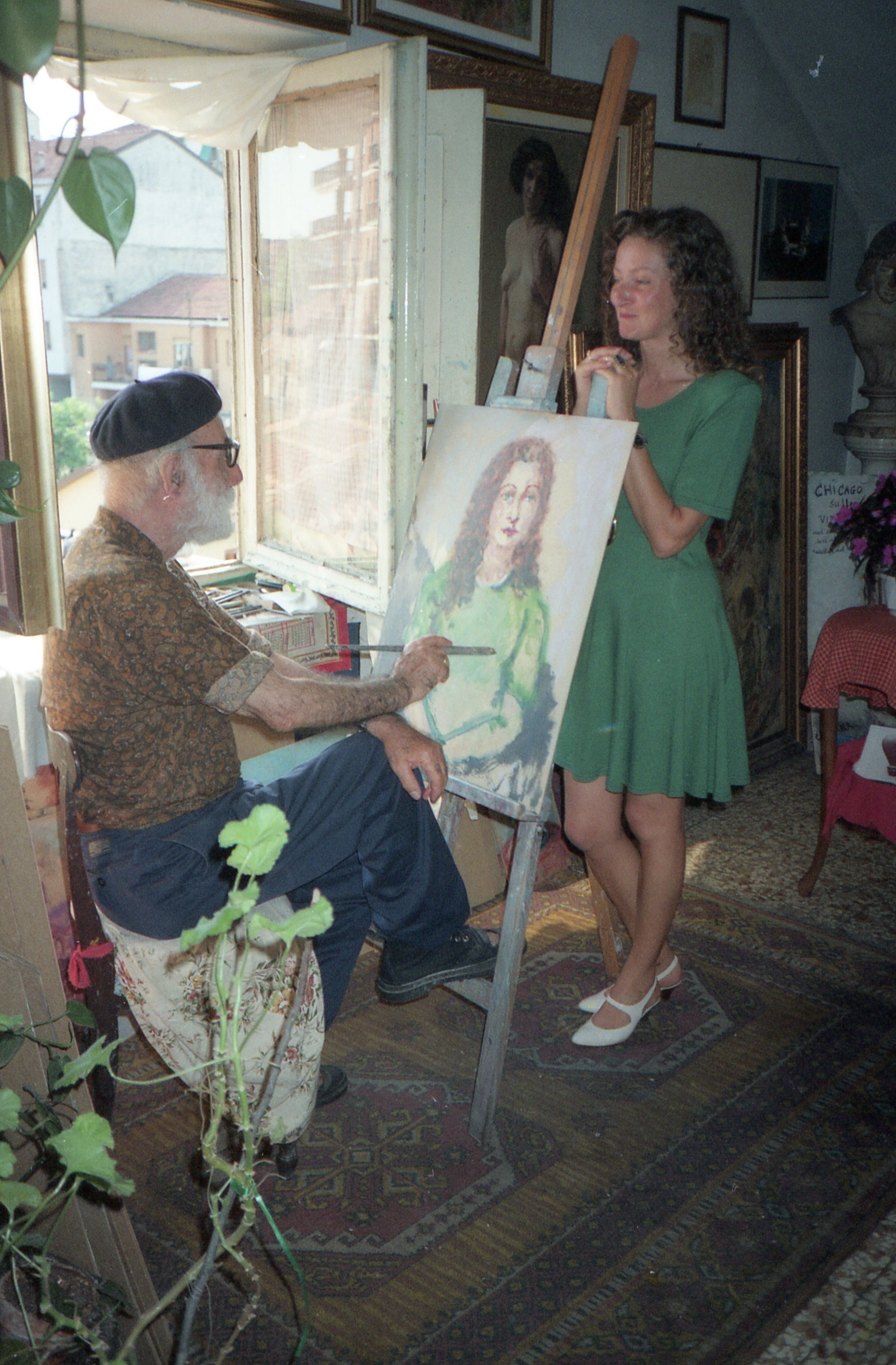
Cassina all'opera

Nacque a Torino il 3 febbraio 1913 figlio unico di Felice Cassina, ufficiale dell'esercito e della commerciante Ermenegilda Rabbia. All’età di 8 anni si perse in un bosco nei pressi di Castagnole Lanze, luogo di villeggiatura, e venne ritrovato il giorno successivo in stato confusionale e con un forte strabismo causato da evento traumatico/spavento: questo difetto visivo influenzò in modo determinante l'impronta rappresentativa delle sue opere. Iniziò a coltivare la sua passione per la pittura ritraendo spesso i bimbi che frequentavano i giardini vicino alla sua abitazione. Nel 1932 venne ricoverato nel manicomio di Collegno in seguito all'accusa, in seguito rivelatisi infondata, di rapimento di una bambina.
Il 4 novembre del 1936 in seguito a un diverbio con un gruppo di facinorosi venne arrestato e condotto nuovamente nel manicomio di Collegno: vi restò rinchiuso per nove anni a fronte di una diagnosi che lo definiva "manierato, fatuo e indifferente all'ambiente" .
Durante la sua permanenza, Cassina riuscì a superare la sofferenza della forzata degenza con l’aiuto della pittura, grazie alla complicità di una religiosa di nome Rosantida, che gli procurava la carta da disegno e i colori: la sua produzione artistica non si spense, anche se non ne resta traccia all'infuori di qualche disegno a carboncino. L’archivio dell’ospedale conserva quattro sue opere realizzate però in età matura, e secondo gli archivi risulta essere stato liberato il 2 giugno 1945.
Alcune delle sue opere sono state esposte durante una mostra allestita nel luglio 2017 presso la stessa Certosa di Collegno, ma già nel 1991 la Certosa aveva ospitato una mostra dedicata interamente alle sue opere.
I soggetti preferiti nei suoi quadri erano ritratti di fanciulle e zingarelli, autoritratti, nature morte con prevalenza di soggetti floreali, soggetti religiosi, panorami e monumenti.
A parte alcune opere ad acquerello prodotte in età giovanile, l'intera opera di Cassina si basa su pittura ad olio su supporto rigido (masonite) in grado di sopportare le sue pennellate energiche e le sue ditate.
Per sua scelta non entrò mai a far parte del mercato degli artisti dell'epoca, rifiutandosi di vendere le sue opere, e per la stessa ragione sono poche le mostre in cui espose i suoi quadri. Il suo concetto etico dell'arte faceva sì che lui donasse le sue opere ai suoi amici, alle sue modelle e allieve o le vendesse a prezzi irrisori, ricavandone il minimo indispensabile per condurre una vita umile e sobria.
Nel 1987 rifiutò un l'invito da parte della “Galerie Salammbo” per una mostra personale a Parigi presso il Musèè Picasso.
Cassina aveva anche prodotto diversi testi teatrali, epici e di poesia. Morì il 2 aprile 1999 in seguito a complicanze dovute a un diabete mai diagnosticato e pertanto mai curato e venne sepolto presso il cimitero monumentale di Torino.
I' 8 gennaio 2022 è stato pubblicato un romanzo dal titolo "Luminosa polvere d'oro", scritto dal prof. Giovanni Cordero , romanziere e critico d'arte, edito da Castelvecchi. Il romanzo narra in modo poetico la vita straordinaria del Maestro, basandosi sui diari autografi scritti dal Cassina e arricchito dalle testimonianze di coloro che lo hanno conosciuto in vita.

## Mostre
- 1963 Mostra Collettiva presso il Saloon Agile dello Snack Bar di Torino. Organizzata da Fabrizio Prina.
- 1965 Mostra Collettiva presso la Sala d'Arte "Bar Roma" a Pecetto Torinese. A cura di Fabrizio Prina.
- 1965 Mostra Tri-Personale presso la Saletta d'Arte "Statuto", Torino. A cura di Vittorio Bottino.
- 1966 Mostra Personale presso la Saletta d'Arte "House Casco Bianco", Torino. Progetto di Fabrizio Prina.
- 1966 Mostra Personale presso le Sale espositive dell'Istituto Superiore Svizzero, Torino. A cura di Fabrizio Prina.
- 1967 Mostra Collettiva presso la Sala d'Arte "Omberico's Club", Torino. A cura della 'FaGian' (Fabrizio Prina e Gianni Negri)
- 1971 Mostra Collettiva presso la Galleria "Ticinum", Pavia, Palazzo Gambarana.
- 1971 Mostra Collettiva presso la Galleria di "Palazzo Dattili", Voghera.
- 1972 Mostra Personale dedicata al disegno presso le Sale d'Arte dell'Accademia d'Arte Drammatica di Torino. Ideata da Fabrizio Prina.
- 1989 Mostra Personale presso la Scuola di Giornalismo e Pubbliche Relazioni di Torino. Organizzata dalla FAVI&LU (Fabrizio Prina-Vittorio Marino & Luisa Brusini).
- 1989 Mostra Personale presso la Biblioteca Civica di San Cataldo (CL). A cura di Luisa e Vittorio Marino.
- 1989 Mostra Collettiva presso La Cittadella 3 - Galleria d'Arte, Torino. A cura di Anna Lanza.
- 1991 Mostra Personale presso la Sala d’Arte in Santa Marta a Ivrea.
- 1991 Mostra Collettiva presso la Certosa di Collegno, Torino. A cura di Fabrizio Prina e Vittorio Marino.
- 1992 Mostra Personale presso la Scuola di Giornalismo e Pubbliche Relazioni di Torino. Organizzata dalla FAVI&LU.
- 1994 Mostra Personale presso la Biblioteca Civica di San Cataldo (CL). A cura di Luisa e Vittorio Marino.
- 1997 Mostra Personale presso la Galleria Civica d’Arte Contemporanea Comune di Marsala (TP). Organizzata da Luisa e Vittorio Marino.
- 2007 Mostra Personale presso "Il Maglio" del Sermig, Torino. A cura della FAVI&LU.
- 2017 Mostra Collettiva “L’arte, uno spiraglio” presso la Certosa di Collegno, (Torino).
- 2020 Mostra Personale "Con Pietro oltre la Pittura" presso il Museo Diocesano di Torino. A cura di Fabrizio Prina e Gianni Bestente.
- 2021 Mostra Collettiva "...di là dal fiume e tra gli alberi..." presso Palazzo Lomellini a Carmagnola (TO), a cura di Elio Rabbione.
- 2024 Mostra personale nell'ambito della Fòl Fest di Collegno (TO) presso la Sala delle Arti. Curatori Lillo Baglio e Fabrizio Prina